# Lepanthes nivea
Lepanthes nivea är en orkidéart som beskrevs av Carlyle August Luer. Lepanthes nivea ingår i släktet Lepanthes och familjen orkidéer. Inga underarter finns listade i Catalogue of Life.